# コスモライフ
株式会社コスモライフ（英文：Cosmo Life Co.,Ltd.）は、兵庫県加古川市加古川町に本社を置く浄水型ウォーターサーバーのレンタル事業者。
「コスモウォーター」ブランドによる飲料水（主にナチュラルミネラルウォーター）の製造ならびにその宅配事業及び「ハミングウォーター」ブランドによる浄水型ウォーターサーバーのレンタル事業を営む。

## 事業内容
- 飲料水の製造・販売。（天然水コスモウォーター）
- ウォーターサーバーの開発・レンタル。（コスモウォーター、ハミングウォーター）

## 沿革
- 1988年（昭和63年）8月 - 株式会社コスモライフ設立。
- 1995年（平成7年）4月 - 現所在地に本社社屋完成、移転。
- 1999年（平成11年）4月 - 兵庫県加西市に加西物流センター（現・プロダクトセンター）開設。
- 2005年（平成17年）4月 - コスモウォーター事業部の設立（飲料水宅配事業開始）。
- 2005年（平成17年）4月 - カラーセレクトサーバー発売開始。
- 2011年（平成23年）
  - 4月 - 東京都品川区に東京支社開設。スタイルセレクトサーバー発売開始。
  - 6月 - ボディセレクトサーバー発売開始。
  - 12月 - 兵庫県丹波市にロジスティック・品質管理センター（現・リファインセンター）開設。
- 2012年（平成24年）
  - 2月 - 大阪府大阪市北区に大阪支社開設（大阪支店を移設）。
  - 6月 - 日本初となる足元ボトル設置型ウォーターサーバーを自社開発。「らく楽スタイルウォーターサーバーPREMIUM」を発売開始。
- 2013年（平成25年）5月 - 『片手でらくらくボトル交換♪「らく楽スタイルウォーターサーバーsmart」』を発売開始。
- 2014年（平成26年）
  - 6月 - プライバシーマーク認証を取得。
  - 11月 - 日本通信販売協会（JADMA）に正会員として入会。
  - 12月 - 「お掃除ロボット一体型ウォーターサーバー」を発売開始。
- 2015年（平成27年）10月 - オリックス株式会社が発行済み全株式を取得。
- 2017年（平成29年）
  - 3月 - 「らく楽スタイルウォーターサーバーsmartプラス」を発売開始。
  - 6月 - コーポレートロゴ、ブランドロゴ変更。
- 2018年（平成30年）6月 - 6月の毎週水曜日を「水事無しの日」に制定。一般社団法人日本記念日協会により認定・登録。
- 2019年（平成31年/令和元年）
  - 4月 - ハミングウォーター事業の開始。
  - 6月 - 株式会社アドバンテッジパートナーズがサービスを提供するファンドが発行済み全株式を取得。
  - 7月 - 「浄水型サーバーflows(フローズ)」を発売開始。
  - 10月 - 「フロントドア式ウォーターサーバーECOTTO」を発売開始。
- 2020年（令和2年）
  - 6月 - 採水工場にてISO 22000を認定取得（京都/御殿場/日田採水工場）。
  - 10月 - 大阪府大阪市北区に大阪第3ビル支社開設。
- 2021年（令和3年）7月 - 兵庫県神戸市中央区に神戸オフィス開設。
- 2022年（令和4年）
  - 1月 - 東京電力タイムレスキャピタル株式会社が無限責任組合員となるファンドが発行済み全株式を取得。
  - 2月 -「smartプラスにゃんモデル」を発売開始。
  - 7月 -「smartプラスNext」を発売開始。
- 2023年（令和5年）
  - 3月 - 兵庫県と「災害時における避難所での物資の供給に関する協定」を締結。
  - 8月 - 兵庫県加古川市と「災害時における飲料水等の供給に関する協定」を締結。
- 2024年（令和6年）2月 - 代表取締役会長に早川耕司、取締役社長に石川善浩が就任。

## CM

### 過去
2012年-2016年にかけて、イメージキャラクターとして俳優の成宮寛貴を起用。CMソングには、音楽ユニット「moumoon」の「Reflection」を採用（2017年-2018年）。
- 2012年 - 「Mr.YESMAN」
- 2013年 - 「金魚編」・「頭が高い編」
- 2014年 - 「金魚編」・「頭が高い編」
- 2015年 - 「金魚編（天然水編・らく楽サーバー編・そら歌編・うっひょ～編）」
- 2016年 - 「金魚編（らく楽サーバー編・そら歌編）」
- 2017年 - 「水を選ぼう。（水を確かめる編・美味しいご飯編）」
- 2018年 - 「たかが水、されど水。（ペットボトルを持たなくていい編・水もこだわる編）」